# Mokhtar Jallali
Mokhtar Jallali ou Mokthar Jalleli (arabe : مختار الجلالي), né le 6 mars 1947 à Touila, est un homme politique tunisien. Il est ministre de l'Agriculture et de l'Environnement de janvier à décembre 2011 au sein du gouvernement d'union nationale de Mohamed Ghannouchi, qui suit la révolution, puis dans celui de Béji Caïd Essebsi.

## Biographie

### Études
Mokhtar Jallali étudie à l'université de Tunis, au sein de la faculté de droit et de sciences politiques où il obtient une licence en droit général, ainsi qu'à l'École nationale d'administration (Tunisie). Il est avocat.

### Carrière professionnelle
Il commence à travailler à la Société tunisienne de l'électricité et du gaz, puis devient directeur technique et commercial d'une société d'informatique et directeur de l'Agence foncière d'habitation.

### Carrière politique
Membre de l'Union démocratique unioniste jusqu'en 2006, il est député entre 1999 et 2004 ; il est alors membre du bureau politique du parti. Il participe à la création de la « Ligue du centre » — il en est d'ailleurs un temps vice-président puis président — qui milite pour unifier les gouvernorats de Sidi Bouzid, Kairouan et Kasserine.
À la suite de la révolution de 2011, il est nommé ministre de l'Agriculture et de l'Environnement dans le gouvernement d'union nationale de Mohamed Ghannouchi puis dans celui de Béji Caïd Essebsi. Son secrétaire d’État est Salem Hamdi.

### Vie privée
Mokthar Jallali est mariée à la journaliste Naziha Réjiba.